# أولافي أهونين (كرة سلة)
أولافي أهونين (بالفنلندية: Olavi Ahonen) مواليد 31 يناير 1941 في تامبيري - الوفاة 16 أبريل 1995، كان لاعب كرة سلة فنلندي. بدأ مسيرته الاحترافية في سنة 1960. بلغ طوله 6 قدم 0 بوصة (1.8 م). اعتزل اللعب في 1977. لعب مع نادي تامبيرين بيرينتو لكرة السلة في الدوري الفنلندي لكرة السلة.

## روابط خارجية
- أولافي أهونين على موقع الاتحاد الدولي لكرة السلة (الإنجليزية)